# Dulce Téllez
Dulce María Téllez Palacio (ur. 12 września 1983 w Santiago de Cuba) – kubańska siatkarka, medalistka igrzysk olimpijskich.

## Życiorys
Téllez reprezentowała Kubę podczas igrzysk 2004 w Atenach. Zagrała wówczas w dwóch z pięciu meczów fazy grupowej oraz w wygranym pojedynku o trzecie miejsce z Brazylią. W 2003 wraz z reprezentacją zdobyła srebrny medal na mistrzostwach Ameryki Północnej, Środkowej i Karaibów 2003 w Santo Domingo. W 2006 została powołana do reprezentacji Kuby na Puchar Panamerykański w Portoryko. 2 lipca, dzień po meczu z Wenezuelą opuściła hotel, w którym przebywała kadra kubańska, a następnie poprosiła o azyl w Portoryko.
Grała w kubańskim klubie Ciudad Habana oraz w portorykańskich Lancheras de Cataño, Mets de Guaynabo i Leonas de Ponce. Była trzykrotnie wybierana najlepszą środkową ligi portorykańskiej – w sezonach 2011/2012, 2013/2014 i 2016/2017.